# Leon Kossak
Leon Kossak (* 20. März 1815 in Nowy Wiśnicz; † 18. Juni 1877 in Krakau) war ein polnischer Offizier und Maler.
Leon Robert Kossak war Sohn eines ostgalizischen Gutsbesitzers und Bruder des Malers Juliusz Kossak (1824–1899). Er studierte an der Universität Krakau und trat danach in die österreichische Armee ein. Während des ungarischen Aufstandes 1848 nahm Kossak im Regiment der polnischen Ulanen an der Schlacht bei Világos teil.
1863 nahm er als Hauptmann am Januaraufstand teil und wurde von den Russen gefangen genommen. Er kam für acht Jahre nach Sibirien und ließ sich dann in Krakau nieder. Als Autodidakt zeichnete und malte Kossak Bilder aus dem militärischen Milieu.